# Кротовины

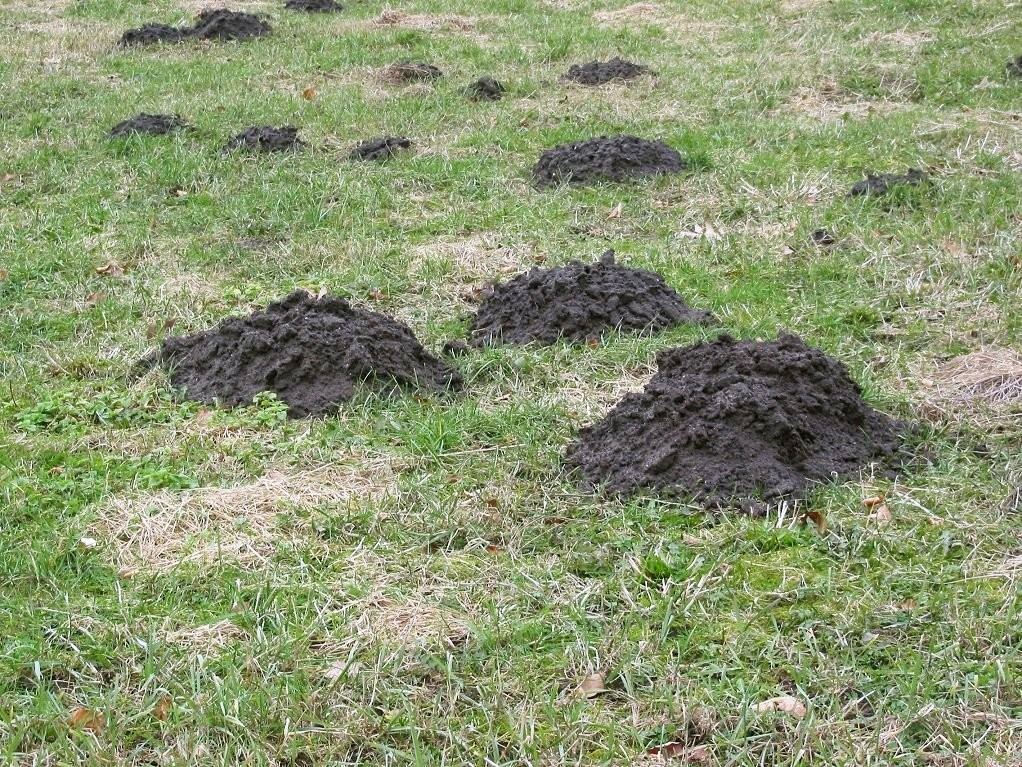

Кротовины (ударение: «крото́вина» или «кротови́на») — сравнительно небольшие куполообразные бугорки или насыпи в форме усечённых конусов, образованные в результате аккумуляции хрупких горных пород животными семейства Talpidae (кротовые). Кротовины — одни из самых распространенных форм биогенного рельефа. Места с наличием большого количества кротовин называют кротовинными полями.

## Образование кротовин
Образование кротовин связано со способностью животных семейства кротовых (кроты, выхухоли и другие) выворачивать на поверхность массы почвы или горных пород при прокладке ими подземных ходов кормового или жилого назначения. В отличие от некоторых животных с подобными повадками (например, слепышей), кротовые выкапывают подземные полости лапами, а не зубами.

## Идентификационные признаки кротовин
- положительная конфигурация в пространстве;
- наличие в центральной части бугорка — небольшого отверстия, ведущего под землю;
- приуроченность к местам с достаточным уровнем увлажнения (речных долин, днищ балок, лесов и так далее);
- распространение группами по несколько кротовин (часто — в форме своеобразных цепей, где бугорки расположены на одинаковом расстоянии друг от друга);
- как правило, кротовины расположены в пределах форм рельефа с почти горизонтальной поверхностью (поймы или террасы рек, влажные плакоры, днища балок, лощины и т. п.);
- в отличие от других форм биогенного рельефа, подобных по виду (вроде муравейников), кротовины составлены исключительно почвами или хрупкими осадочными породами (глины, пески, лесы) и не содержат намеренно принесённых веток, травы или плодов растений.

## Пространственные параметры кротовин
- высота — несколько десятков сантиметров (в среднем 40-50 см);
- ширина — несколько десятков сантиметров (чаще всего 40-50 см)[2];
- конфигурация — округлая;
- профиль — куполообразный или в форме усечённого конуса.

## Распространение кротовин
Распространение кротовин естественным образом совпадает с ареалами животных семейства Talpidae (кротовые), обитающих в обоих полушарий от бореальных хвойных лесов до субтропических кустарниковых ландшафтов. В меньшей степени они привязаны к местам, где по тем или иным причинам возникает достаточное содержание влаги в почвах: понижение рельефа, где собираются сточные воды со склонов (долины рек, балки, лощины); плакоры в гумидных (но не заболоченных) ландшафтах умеренных широт; участки недостаточно влажных ландшафтов, покрытых лесной растительностью (леса на плакорах лесостепи, степные овраги и лесополосы и так далее).